# Чемпионат Катара по волейболу среди мужчин
Чемпионат Катара по волейболу среди мужчин — ежегодное соревнование мужских волейбольных команд Катара. Проводится с 1979 года.

## Формула соревнований
В сезоне 2024/25 чемпионат состоял из двухкругового турнира, по результатам которого определена итоговая расстановка мест.
В чемпионате 2024/25 участвовало 10 команд: «Эр-Райян», «Эль-Вакра», «Полис Клаб» (Доха), «Катар Спортс» (Доха), «Аль-Араби» (Доха), «Аль-Ахли» (Доха), «Аль-Гарафа», «Аль-Садд» (Доха), «Эль-Хаур», «Эш-Шамаль». Чемпионский титул выиграл «Эр-Райян». 2-е место занял «Эль-Вакра», 3-е — «Полис Клаб».

## Призёры
| Сезон     | 1-е место           | 2-е место           | 3-е место           |
| --------- | ------------------- | ------------------- | ------------------- |
| 1979/80   | «Аль-Араби» Доха    | «Эр-Райян»          | «Катар Спортс» Доха |
| 1980/81   | «Аль-Араби» Доха    | «Эр-Райян»          | «Аль-Ахли» Доха     |
| 1981/82   | «Аль-Араби» Доха    | «Катар Спортс» Доха | «Эр-Райян»          |
| 1982/83   | «Аль-Араби» Доха    | «Катар Спортс» Доха | «Эр-Райян»          |
| 1983/84   | «Аль-Араби» Доха    | «Аль-Ахли» Доха     | «Катар Спортс» Доха |
| 1984/85   | «Аль-Араби» Доха    | «Аль-Садд» Доха     | «Эр-Райян»          |
| 1985/86   | «Аль-Араби» Доха    | «Аль-Садд» Доха     | «Эр-Райян»          |
| 1986/87   | «Аль-Араби» Доха    | «Эр-Райян»          | «Аль-Садд» Доха     |
| 1987/88   | «Аль-Араби» Доха    | «Аль-Садд» Доха     | «Аль-Ахли» Доха     |
| 1988/89   | «Аль-Араби» Доха    | «Эр-Райян»          | «Аль-Ахли» Доха     |
| 1989/90   | «Аль-Араби» Доха    | «Эр-Райян»          | «Аль-Садд» Доха     |
| 1990/91   | «Аль-Араби» Доха    | «Эр-Райян»          | «Аль-Ахли» Доха     |
| 1991/92   | «Аль-Араби» Доха    | «Аль-Ахли» Доха     | «Эр-Райян»          |
| 1992/93   | «Эр-Райян»          | «Аль-Араби» Доха    | «Аль-Садд» Доха     |
| 1993/94   | «Аль-Араби» Доха    | «Эр-Райян»          | «Катар Спортс» Доха |
| 1994/95   | «Эр-Райян»          | «Аль-Араби» Доха    | «Аль-Ахли» Доха     |
| 1995/96   | «Аль-Араби» Доха    | «Эр-Райян»          | «Аль-Ахли» Доха     |
| 1996/97   | «Аль-Араби» Доха    | «Катар Спортс» Доха | «Эр-Райян»          |
| 1997/98   | «Эр-Райян»          | «Катар Спортс» Доха | «Аль-Ахли» Доха     |
| 1998/99   | «Катар Спортс» Доха | «Аль-Араби» Доха    | «Эр-Райян»          |
| 1999/2000 | «Катар Спортс» Доха | «Аль-Араби» Доха    | «Эр-Райян»          |
| 2000/01   | «Эр-Райян»          | «Аль-Араби» Доха    | «Катар Спортс» Доха |
| 2001/02   | «Катар Спортс» Доха | «Аль-Садд» Доха     | «Аль-Араби» Доха    |
| 2002/03   | «Аль-Араби» Доха    | «Катар Спортс» Доха | «Эр-Райян»          |
| 2003/04   | «Аль-Араби» Доха    | «Катар Спортс» Доха | «Эр-Райян»          |
| 2004/05   | «Катар Спортс» Доха | «Аль-Араби» Доха    | «Эр-Райян»          |
| 2005/06   | «Аль-Араби» Доха    | «Катар Спортс» Доха | «Эр-Райян»          |
| 2006/07   | «Эр-Райян»          | «Аль-Араби» Доха    | «Аль-Ахли» Доха     |
| 2007/08   | «Аль-Араби» Доха    | «Эр-Райян»          | «Полис Клаб» Доха   |
| 2008/09   | «Аль-Араби» Доха    | «Катар Спортс» Доха | «Эр-Райян»          |
| 2009/10   | «Аль-Араби» Доха    | «Эр-Райян»          | «Полис Клаб» Доха   |
| 2010/11   | «Аль-Араби» Доха    | «Полис Клаб» Доха   | «Эр-Райян»          |
| 2011/12   | «Аль-Араби» Доха    | «Эр-Райян»          | «Аль-Ахли» Доха     |
| 2012/13   | «Эр-Райян»          | «Аль-Араби» Доха    | «Аль-Ахли» Доха     |
| 2013/14   | «Эр-Райян»          | «Полис Клаб» Доха   | «Эль-Джайш» Доха    |
| 2014/15   | «Эр-Райян»          | «Аль-Араби» Доха    | «Эль-Джайш» Доха    |
| 2015/16   | «Аль-Араби» Доха    | «Эр-Райян»          | «Полис Клаб» Доха   |
| 2016/17   | «Полис Клаб» Доха   | «Эль-Джайш» Доха    | «Аль-Араби» Доха    |
| 2017/18   | «Эр-Райян»          | «Полис Клаб» Доха   | «Аль-Араби» Доха    |
| 2018/19   | «Полис Клаб» Доха   | «Эр-Райян»          | «Аль-Араби» Доха    |
| 2019/20   | «Полис Клаб» Доха   | «Аль-Араби» Доха    | «Эр-Райян»          |
| 2020/21   | «Полис Клаб» Доха   | «Аль-Ахли» Доха     | «Аль-Араби» Доха    |
| 2021/22   | «Эр-Райян»          | «Полис Клаб» Доха   | «Эль-Вакра»         |
| 2022/23   | «Эр-Райян»          | «Аль-Араби» Доха    | «Полис Клаб» Доха   |
| 2023/24   | «Аль-Араби» Доха    | «Эр-Райян»          | «Катар Спортс» Доха |
| 2024/25   | «Эр-Райян»          | «Эль-Вакра»         | «Полис Клаб» Доха   |